# Lac Sambhar
Le lac Sambhar ou lac salé de Sambhar est un le plus grand lac salé d'Inde. C'est aussi un lac de soude. Il est situé au Rajasthan. Le lac est un important lieu de production de sel.